# Gohia falxiata
Gohia falxiata är en spindelart som först beskrevs av Henry Roughton Hogg 1909.  Gohia falxiata ingår i släktet Gohia och familjen Desidae. Inga underarter finns listade i Catalogue of Life.